# Крепс

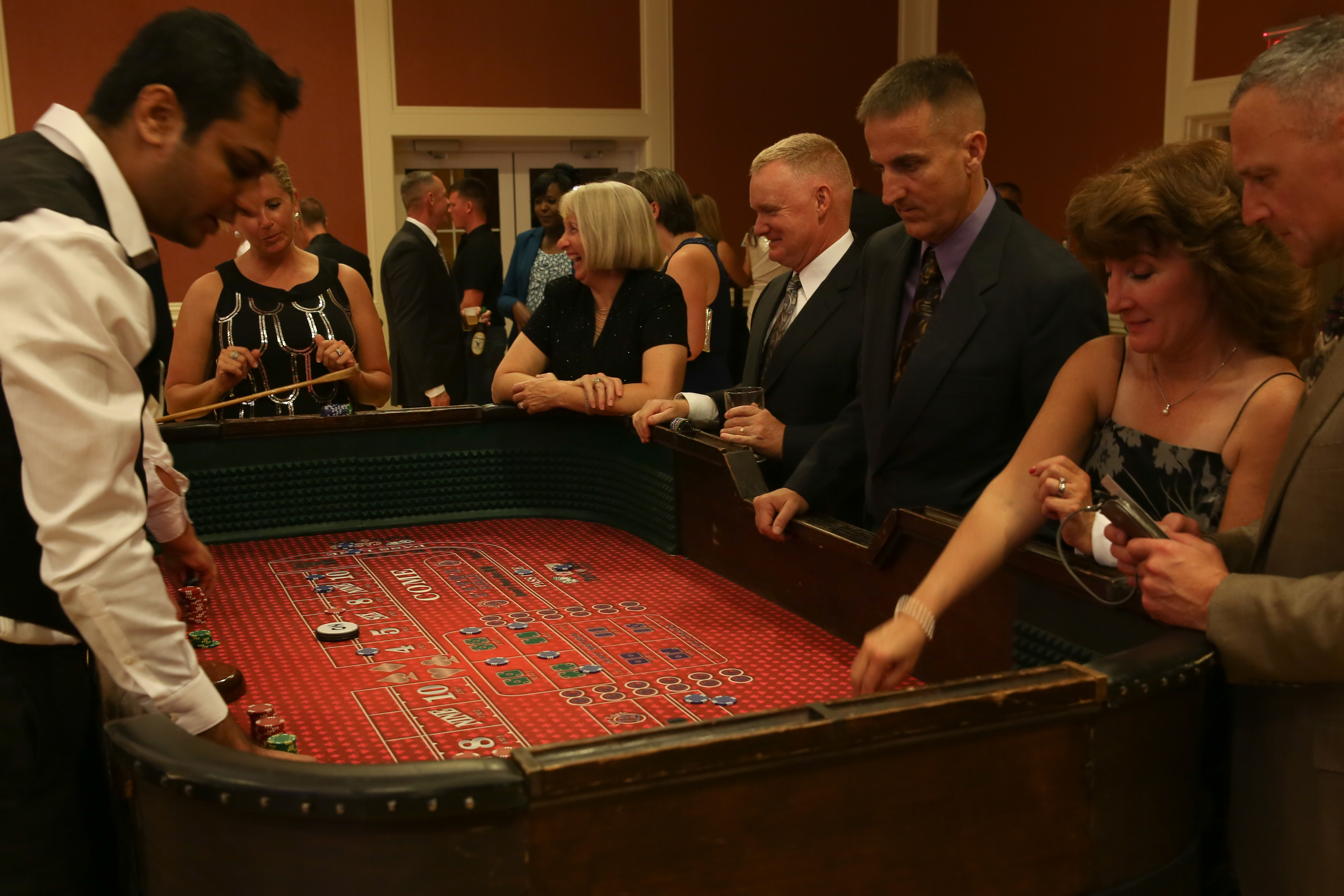

Крепс (англ. craps) — популярна азартна гра в кісточки. Історія цієї гри починається з XIX століття. Батьківщиною крепса вважається Новий Орлеан, а його винахідниками — афроамериканські раби з берегів Міссісіпі. Вважається що правила для цих ігор придумав в 1907 р. Джон Вінн, який і став першим банкометом в крепсі. Ця гра сьогодні користується чималою популярністю в казино, як «реальних», так і віртуальних (у мережі Інтернет).
У крепс грають двома шестигранними кісточками. Мета гри — передбачити кількість очок, що випадуть при черговому ході.
У цю гру можуть одночасно грати багато людей. З числа гравців вибирають банкомета, який і кидатиме кісточки. Числову комбінацію, що випадає при киданні кісток, називають крепом (англ. crap). Банкомет кидає дві кістки і підраховує суму очок:
- Якщо вона 7 або 11, то він виграв. Таку ситуацію в грі називають пасом (англ. pass). Після пасу банкомет повинен передати кістки іншому гравцеві.
- Якщо в сумі 2, 3 або 12 очок, то гравець програв. Ця ситуація називається міссаут (англ. miss out).
- Якщо в сумі 4, 5, 6, 8, 9, 10 очок, їх називають очками банкомета або пойнтами (англ. points). Якщо випадає пойнт, то гравець кидає кістки доти, поки не випаде 7 — це означає програш або поки не випаде пойнт — виграш.

Не зважаючи на міссаут або пойнт, банкомет може робити далі кидки доти, поки не випаде повторно який-небудь пойнт. Припустимо, що у банкомета випадало 4, 6, 5 та 4. Така ситуація означатиме виграш — пас. Але якщо випаде 7, то це міссаут — програш. В цьому випадку кістки переходять іншому гравцеві, який знаходиться зліва від банкомета.

## Ставки в крепсі
Стіл для гри в крепс особливим чином розмічають. Ця розмітка допомагає гравцям робити ставки. Ставки робляться на конкретну суму або на число більше (або менше) певної межі.
- Ставка на win. Якщо хтось з гравців припускає виграти вже при першому кидку, тобто сподівається на виграшну ситуацію при випаданні 7 або 11, а також на пойнт 4,5,6,8,9,10, то він може зробити ставку на win — на виграш.

- Ставка на lose. При грі в крепс можна отримати кругленьку суму навіть в тому випадку, якщо випаде програшна ситуація. Для цього гравець робить ставку на випадання крепа 2,3 або 12 при першому кидку і ставить на lose.

- Ставка на 6 або 8. На розмітці ігрового столу є спеціальні осередки для ставок на числа 6 і 8. Гравець, який робить таку ставку, сподівається, що ці числа випадуть раніше за сімку.

- Ставка на come. Ця ставка є ставкою на виграш. Черговий кидок після такої ставки стає для гравця вхідним, тобто першим.

- Ставка на don't come. Якщо гравець припускає, що при кидку випаде програшна числова комбінація, то він може поставити на програш, тобто на don't come.

- Ставка field. Ця ставка є, мабуть, найвигіднішою, оскільки гравець може поставити відразу на сім чисел — 2, 3, 5, 9, 10, 11, які вказані на полі (field).

## Види крепса
На даний час відомо чотири варіанти крепса.
- Приватний крепс. У приватний крепс можуть грати два і більш за гравців. Стіл з розміткою в даному випадку не потрібний. Банкомет кидає кістки і після міссаута або пасу передає хід іншому гравцеві.

- Крепс з банком. Для гри в крепс з банком необхідний стіл із спеціальною розміткою, яка декілька відрізняється від розмітки для звичайного крепса. Деяка частина від ставок йде на користь казино.

- Нью-Йоркский крепс. Правила і розмітка столу такі ж, як і в крепсі з банком. Різниця, мабуть, лише в тому, що в Нью-йоркському крепсі можна робити процентні ставки.

- Відкритий крепс. Його ще називають грошовими крепсом. Правила гри такі ж, як і в звичайному крепсі, але гравці можуть укладати парі не тільки з банкометом, але і між собою. У казино, як правило, в такий варіант крепсу не грають.